# Órmos Kaloí Limniónes
Órmos Kaloí Limniónes är en vik i Grekland.   Den ligger i prefekturen Nomós Irakleíou och regionen Kreta, i den sydöstra delen av landet, 400 km söder om huvudstaden Aten.